# Satte
Satte (幸手市, Satte-shi) est une ville située dans la préfecture de Saitama, au Japon.

## Géographie

### Situation
Satte est située dans l'extrême est de la préfecture de Saitama, à la limite des préfectures de Chiba et Ibaraki.

### Démographie
En 2010, la population de Satte était de 53 636 habitants répartis sur une superficie de 33,95 km2. Au 1er septembre 2022, elle était de 49 520 habitants.

### Hydrographie
Le cours de la rivière Naka traverse la ville et celui du fleuve Edo marque la frontière orientale de Satte.

### Climat
Satte a un climat subtropical humide caractérisé par des étés chauds et des hivers frais avec peu ou pas de chutes de neige. La température moyenne annuelle à Satte est de 14,6 °C. La pluviométrie annuelle moyenne est de 1 336 mm, septembre étant le mois le plus humide.

## Histoire
Pendant l'époque de Kamakura, Satte s'est développée en tant que relais sur le Kamakura kaidō et a maintenu ce rôle pendant l'époque Edo avec le Nikkō kaidō et le Nikkō Onari kaidō.
Le bourg moderne de Satte a été créé le 1er avril 1889. Satte obtient le statut de ville le 1er octobre 1986.

## Transports
La ville est desservie par la ligne Nikkō de la compagnie Tōbu. 